# Arcidiocesi di Lanzhou

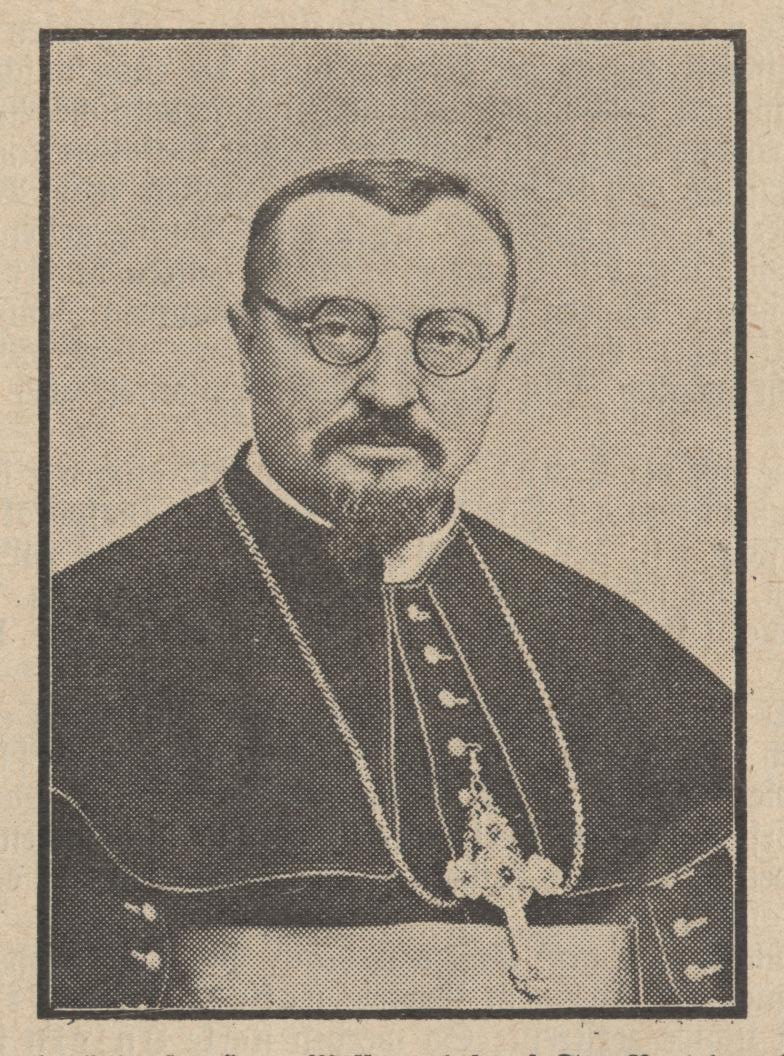
L'arcivescovo Theodor Buddenbrock

L'arcidiocesi di Lanzhou (in latino: Archidioecesis Lanceuvensis) è una sede metropolitana della Chiesa cattolica in Cina. Nel 1950 contava 17.465 battezzati su 4.000.000 di abitanti. La sede è vacante.

## Territorio
L'arcidiocesi comprende parte della provincia cinese di Gansu.
Sede arcivescovile è la città di Lanzhou, dove si trova la cattedrale del Sacro Cuore.

## Storia
Il vicariato apostolico di Kansu fu eretto il 21 giugno 1878 con la bolla Compertum habemus di papa Leone XIII, ricavandone il territorio dal vicariato apostolico di Shensi (oggi arcidiocesi di Xi'an), e venne affidato ai missionari di Scheut. Esso aveva giurisdizione su un territorio immenso, comprensivo delle province cinesi di Gansu, Sinkiang e Kokonur, la parte occidentale della Mongolia Interna, a cui si aggiunse la provincia di Ningxia nel 1886.
Il 1º ottobre 1888 il Sinkiang divenne una missione sui iuris indipendente, con il nome di missione di Ili. Il 28 aprile 1905 il territorio del vicariato fu diviso in due parti, dando origine alla prefettura apostolica di Kansu meridionale, mentre il nostro vicariato assunse il nome di Kansu settentrionale.
L'8 marzo 1922 per effetto del breve Apostolatus officium di papa Pio XI tutte le circoscrizioni ecclesiastiche precedenti furono soppresse ed il territorio missionario fu riorganizzato diversamente con l'erezione del vicariato apostolico di Kansu orientale (oggi diocesi di Tianshui), affidato ai Cappuccini, e del vicariato apostolico di Kansu occidentale, affidato ai Verbiti. Il precedente vicario apostolico di Kansu settentrionale, Godefroy Frederix, fu trasferito al nuovo vicariato apostolico di Ninghsia (oggi diocesi di Yinchuan), eretto il 14 marzo successivo.
Il 3 dicembre 1924 il vicariato apostolico di Kansu occidentale assunse il nome di vicariato apostolico di Lanchowfu in forza del decreto Vicarii et Praefecti della Congregazione di Propaganda Fide. Esso estendeva la sua giurisdizione, oltre alla parte occidentale del Gansu, anche sul Xinjiang (o Sinkiang) e sul Qinghai (l'antico Kokonur).
Queste due ultime province furono separate nel 1930 e nel 1937 a vantaggio dell'erezione rispettivamente della missione sui iuris di Xinjiang (oggi prefettura apostolica) e della prefettura apostolica di Xining.
L'11 aprile 1946 il vicariato apostolico è stato elevato ad arcidiocesi metropolitana con la bolla Quotidie Nos di papa Pio XII.
All'inizio degli anni ottanta è stato ordinato vescovo "clandestino" il sacerdote Philippe Yang Libai (Yang Libo), deceduto a 80 anni il 15 febbraio 1998, dopo aver passato quasi 30 anni in prigione. Nel gennaio 2003 è stato ordinato vescovo Joseph Han Zhihai, che subito si è messo in evidenza per una lettera aperta in cui invoca l'unità della chiesa cinese tra le parti "ufficiale" e "clandestina". Nel 2017 la sua nomina è stata riconosciuta anche dal governo e il vescovo ha aderito all'Associazione patriottica cattolica cinese.

## Cronotassi dei vescovi
Si omettono i periodi di sede vacante non superiori ai 2 anni o non storicamente accertati.

### Kansu poi Kansu settentrionale
- Ferdinand Hubert Hamer, C.I.C.M. † (21 giugno 1878 - 15 febbraio 1889 nominato vicario apostolico della Mongolia Sudoccidentale)
- Hubert Otto, C.I.C.M. † (20 giugno 1890 - 14 gennaio 1918 dimesso)
- Godefroy Frederix, C.I.C.M. † (5 marzo 1920 - 14 marzo 1922 nominato vicario apostolico di Ninghsia)

### Kansu occidentale poi arcidiocesi di Lanzhou
- Hubert Otto, C.I.C.M. † (3 aprile 1922 - 25 novembre 1924 dimesso) (amministratore apostolico)

- Theodor Buddenbrock, S.V.D. † (25 novembre 1924 - 18 gennaio 1959 deceduto)
  - Sede vacante
  - Philip Yang Libai † (1981 consacrato - 15 febbraio 1998 deceduto)
  - Joseph Han Zhihai, consacrato il 5 gennaio 2003

## Statistiche
L'arcidiocesi nel 1950 su una popolazione di 4.000.000 di persone contava 17.465 battezzati, corrispondenti allo 0,4% del totale.
| anno | popolazione | popolazione | popolazione | presbiteri | presbiteri | presbiteri | presbiteri                | diaconi | religiosi | religiosi | parrocchie |
| anno | battezzati  | totale      | %           | numero     | secolari   | regolari   | battezzati per presbitero | diaconi | uomini    | donne     | parrocchie |
| ---- | ----------- | ----------- | ----------- | ---------- | ---------- | ---------- | ------------------------- | ------- | --------- | --------- | ---------- |
| 1950 | 17.465      | 4.000.000   | 0,4         | 44         | 12         | 32         | 396                       |         | 17        | 92        | 89         |

Secondo alcune fonti statistiche, riferite dall'Agenzia Fides, nel 2012 l'arcidiocesi conta «35 mila fedeli, con una trentina di sacerdoti, più di 200 religiose di tre congregazioni, una quarantina di seminaristi, circa ottanta novizie».